# Carlo I d'Assia-Philippsthal
Carlo I d'Assia-Philippsthal (Smalcalda, 23 settembre 1682 – Philippsthal, 8 maggio 1770) fu langravio d'Assia-Philippsthal dal 1721 fino alla sua morte.

## Biografia
Fu figlio primogenito di Filippo d'Assia-Philippsthal e di sua moglie, Caterina Amalia di Solms-Laubach, figlia del conte Carlo Ottone di Solms-Laubach.
Entrò dal 1701 nell'esercito svedese e combatté la guerra di successione spagnola. Si distinse nella battaglia di Helsingborg (10 marzo 1710) e venne promosso maggiore generale. Nel 1715 venne coinvolto nello sbarco di Rügen e nel successivo assedio di Stralsund.
Passò quindi all'esercito francese nel quale, il 13 marzo 1721, venne nominato tenente generale. In quello stesso anno succedette a suo padre nel 1721 col nome di Carlo I.
Il 6 giugno 1731, come ricompensa per il servizio a favore della nazione danese, ottenne l'ordine dell'Elefante.
Proseguendo la propria carriera militare, entrò nell'esercito del Sacro Romano Impero ove ottenne il grado di feldmaresciallo.

## Matrimonio e figli
Sposò il 24 novembre 1725 ad Eisenach, Carolina Cristina (1699–1743), figlia del duca Giovanni Guglielmo III di Sassonia-Eisenach, con la quale ebbe i seguenti figli:
- Guglielmo (1726–1810), langravio d'Assia-Philippsthal, sposò nel 1755 la principessa Ulrica Eleonora d'Assia-Philippsthal-Barchfeld (1732-1795)
- Carolina Amalia (1728–1746)
- Carlotta Amalia (1730–1801), sposò nel 1750 il duca Antonio Ulrico di Sassonia-Meiningen (1687-1763)
- Federico (1729–1751)
- Filippina (1731–1762)

## Ascendenza
|                                              |                                        |                                                | Genitori                                             |  |  | Nonni |  |  | Bisnonni                      |  |  | Trisnonni                   |  |
|                                              |                                        |                                                |                                                      |  |  |       |  |  | 8. Guglielmo V d'Assia-Kassel |  |  | 16. Maurizio d'Assia-Kassel |  |
|                                              |                                        |                                                |                                                      |  |  |       |  |  | 8. Guglielmo V d'Assia-Kassel |  |  | 16. Maurizio d'Assia-Kassel |  |
|                                              |                                        | 17. Agnese di Solms-Laubach                    |                                                      |  |  |       |  |  | 8. Guglielmo V d'Assia-Kassel |  |  |                             |  |
| 4. Guglielmo VI d'Assia-Kassel               |                                        |                                                |                                                      |  |  |       |  |  | 8. Guglielmo V d'Assia-Kassel |  |  |                             |  |
|                                              |                                        | 9. Amalia Elisabetta di Hanau-Münzenberg       | 18. Filippo Luigi II di Hanau-Münzenberg             |  |  |       |  |  |                               |  |  |                             |  |
|                                              |                                        | 9. Amalia Elisabetta di Hanau-Münzenberg       | 18. Filippo Luigi II di Hanau-Münzenberg             |  |  |       |  |  |                               |  |  |                             |  |
|                                              |                                        | 9. Amalia Elisabetta di Hanau-Münzenberg       | 19. Caterina Belgica di Nassau                       |  |  |       |  |  |                               |  |  |                             |  |
| 2. Filippo d'Assia-Philippsthal              |                                        | 9. Amalia Elisabetta di Hanau-Münzenberg       |                                                      |  |  |       |  |  |                               |  |  |                             |  |
|                                              |                                        | 10. Giorgio Guglielmo di Brandeburgo           | 20. Giovanni Sigismondo di Brandeburgo               |  |  |       |  |  |                               |  |  |                             |  |
|                                              |                                        | 10. Giorgio Guglielmo di Brandeburgo           | 20. Giovanni Sigismondo di Brandeburgo               |  |  |       |  |  |                               |  |  |                             |  |
|                                              |                                        | 10. Giorgio Guglielmo di Brandeburgo           | 21. Anna di Prussia                                  |  |  |       |  |  |                               |  |  |                             |  |
| 5. Edvige Sofia di Brandeburgo               |                                        | 10. Giorgio Guglielmo di Brandeburgo           |                                                      |  |  |       |  |  |                               |  |  |                             |  |
|                                              |                                        | 11. Elisabetta Carlotta del Palatinato-Simmern | 22. Federico IV del Palatinato                       |  |  |       |  |  |                               |  |  |                             |  |
|                                              |                                        | 11. Elisabetta Carlotta del Palatinato-Simmern | 22. Federico IV del Palatinato                       |  |  |       |  |  |                               |  |  |                             |  |
|                                              |                                        | 11. Elisabetta Carlotta del Palatinato-Simmern | 23. Luisa Giuliana di Nassau                         |  |  |       |  |  |                               |  |  |                             |  |
| 1. Carlo I d'Assia-Philippsthal              |                                        | 11. Elisabetta Carlotta del Palatinato-Simmern |                                                      |  |  |       |  |  |                               |  |  |                             |  |
|                                              | 12. Alberto Ottone II di Solms-Laubach | 24. Alberto Ottone I di Solms-Laubach          |                                                      |  |  |       |  |  |                               |  |  |                             |  |
|                                              | 12. Alberto Ottone II di Solms-Laubach | 24. Alberto Ottone I di Solms-Laubach          |                                                      |  |  |       |  |  |                               |  |  |                             |  |
|                                              | 12. Alberto Ottone II di Solms-Laubach | 25. Anna d'Assia-Darmstadt                     |                                                      |  |  |       |  |  |                               |  |  |                             |  |
| 6. Carlo Ottone di Solms-Laubach             | 12. Alberto Ottone II di Solms-Laubach |                                                |                                                      |  |  |       |  |  |                               |  |  |                             |  |
|                                              |                                        | 13. Caterina Giuliana di Hanau-Münzenberg      | 26. Filippo Luigi II di Hanau-Münzenberg (= 18)      |  |  |       |  |  |                               |  |  |                             |  |
|                                              |                                        | 13. Caterina Giuliana di Hanau-Münzenberg      | 26. Filippo Luigi II di Hanau-Münzenberg (= 18)      |  |  |       |  |  |                               |  |  |                             |  |
|                                              |                                        | 13. Caterina Giuliana di Hanau-Münzenberg      | 27. Caterina Belgica di Nassau (= 19)                |  |  |       |  |  |                               |  |  |                             |  |
| 3. Caterina Amalia di Solms-Laubach          |                                        | 13. Caterina Giuliana di Hanau-Münzenberg      |                                                      |  |  |       |  |  |                               |  |  |                             |  |
|                                              |                                        | 14. Arnoldo Jobst di Bentheim-Tecklenburg      | 28. Arnoldo III di Bentheim-Tecklenburg              |  |  |       |  |  |                               |  |  |                             |  |
|                                              |                                        | 14. Arnoldo Jobst di Bentheim-Tecklenburg      | 28. Arnoldo III di Bentheim-Tecklenburg              |  |  |       |  |  |                               |  |  |                             |  |
|                                              |                                        | 14. Arnoldo Jobst di Bentheim-Tecklenburg      | 29. Maddalena di Neuenahr-Alpen                      |  |  |       |  |  |                               |  |  |                             |  |
| 7. Amoena Elisabetta di Bentheim-Tecklenburg |                                        | 14. Arnoldo Jobst di Bentheim-Tecklenburg      |                                                      |  |  |       |  |  |                               |  |  |                             |  |
|                                              |                                        | 15. Anna Amalia di Isenburg-Büdingen-Birstein  | 30. Volfango Ernesto I di Isenburg-Büdingen-Birstein |  |  |       |  |  |                               |  |  |                             |  |
|                                              |                                        | 15. Anna Amalia di Isenburg-Büdingen-Birstein  | 30. Volfango Ernesto I di Isenburg-Büdingen-Birstein |  |  |       |  |  |                               |  |  |                             |  |
|                                              |                                        | 15. Anna Amalia di Isenburg-Büdingen-Birstein  | 31. Anna Caterina di Gleichen-Rhemda                 |  |  |       |  |  |                               |  |  |                             |  |
|                                              |                                        | 15. Anna Amalia di Isenburg-Büdingen-Birstein  |                                                      |  |  |       |  |  |                               |  |  |                             |  |